# (13980) Neuhauser
(13980) Neuhauser (1992 NS) – planetoida z pasa głównego asteroid okrążająca Słońce w ciągu 4,35 lat w średniej odległości 2,67 j.a. Odkryta 2 lipca 1992 roku.